# 小行星1409
小行星1409（1409 Isko）是一颗围绕太阳公转的小行星。1937年1月8日，卡爾·威廉·萊茵姆特在海德堡发现了此天体。
該小行星以德國天文學家弗里茨·庫巴赫（Fritz Kubach）的妻子伊勢·科赫（Ise Koch）命名。
这颗小行星的绝对星等为205.6254119794598等。